# Туркофобија
Туркофобија или антитурцизам је непријатељство, нетолеранција или расизам против Турака или туркијских народа, турске културе, турских држава или саме Турске.
Овај термин односи се, не само на нетолеранцију према Турцима из Турске, него и на туркијским групама у целини, укључујући Азере, Кримске Татаре, Туркмене, Турке у Бугарској, Турке у Македонији, Турке на Кипру, Турке у Босни, Турке на Косову, Турке у Хрватској, Турке у Румунији, Турке у Русији, Мескхетске Турке и Турке на Додеканезу. Такође се може односити и на расизам против Турака који живе изван Турске, турску дијаспору.

## Турци на простору бивше Југославије
Након пада Османског царства почетком 20. века, многи Турци са Балкана су побегли као Мухаџири (избеглице). Други су склапали мешовите бракове или се једноставно изјашњавали као Југословени или Албанци, како би избегли стигме и прогоне.
Историјски, од отоманског освајања током 19. века, многе етнички не-турске групе - посебно славенски муслимани на Балкану - на локалним језицима називани су Турцима. Ова употреба уобичајена је у литератури, укључујући и радове Ивана Мажуранића и Петра Петровића Његоша. Верска идеологија христославизма, коју је исковао Мајкл Селс, сматра да су "Славени хришћани по природи и да је свако преобраћање од хришћанства издаја славенске расе". Према овој идеологији, како се види у хрватском и српском национализу, јужнословенски муслимани не сматрају се делом својих етничких родова; због своје муслиманске вере постају "Турци".